# Warley (Essex)
Warley – osada w południowo-wschodniej Anglii, w hrabstwie Essex, w dystrykcie Brentwood. Leży 19 km na południowy zachód od miasta Chelmsford i 32 km na wschód od Londynu.
W latach 1964–2019 mieściła się tu siedziba brytyjskiego oddziału koncernu motoryzacyjnego Ford Motor Company (Ford of Britain), a w latach 1967–1999 także siedziba oddziału ogólnoeuropejskiego (Ford of Europe).